# Olympian Village
Olympian Village är en ort i Jefferson County i Missouri. Vid 2010 års folkräkning hade Olympian Village 774 invånare.